# ウラディーミル・ペスキン
ウラディーミル・ペスキン（キリル文字：Владимир Ананьевич Пескин, ラテン文字：Vladimir Ananevich Peskin, 1906年5月5日 - 1988年4月2日）は、ロシアの作曲家。
イルクーツク出身。父は革命派でスイスに亡命し、ペスキンも1914年から1916年までジュネーヴ音楽院で教育を受けた。1917年にロシア革命が発生すると一家は帰国し、ペスキンはイルクーツクの音楽学校に入った。1922年にはモスクワ音楽院に入学し、サムイル・フェインベルクにピアノと作曲を師事するが、手を痛めてピアニストになることを断念し、作曲に専念する。しかし、1930年代に父がヨシフ・スターリンの大粛清に遭い、母がカザフスタンに追放されると、家族の生活を支えるためにバラライカオーケストラのピアニストとなり、後にトランペット奏者ティモフェイ・ドクシツェルのピアノ伴奏者となった。1937年にドクシツェルのために『トランペットとピアノのためのスケルツォ』を作曲し、これは後にトランペット協奏曲に改作された。この協奏曲は、技術的に高度なトランペット協奏曲のレパートリーとして知られている。
作風は師のフェインベルクのほか、アントン・ルビンシュタインやセルゲイ・ラフマニノフらの影響を受けている。

## 作品
- トランペット協奏曲第1番（1948）
- トランペットとオーケストラのためのコンチェルト・アレグロ（トランペット協奏曲第2番）
- トランペット協奏曲第3番（1971）
- クラリネット協奏曲
- ホルン協奏曲
- トランペットとピアノのためのメロディー
- トランペットとピアノのための詩曲
- ヴァイオリンとピアノのための詩曲
- トランペットとピアノのためのノクチューンとスケルツォ